# 황금볏과일박쥐
황금볏과일박쥐(Acerodon jubatus)는 큰박쥐과에 속하는 박쥐의 일종이다. 희귀종으로 전세계에서 가장 큰 박쥐의 하나이다. 멸종위기종으로 밀렵과 숲 파괴때문에 현재 멸종 가능성에 직면해 있다. 숲에서 서식하는 필리핀의 토착종이다. 몸무게는 최대 1.2kg, 날개폭은 1.7m에 달한다. 다른 큰박쥐류처럼, 사람에게 비적대적이며 과일을 먹는 과식성 박쥐이다. 비록 사람에게 적대적이지 않지만, 전문적인 훈련이나 예방 백신없이 박쥐를 잡는 것은 일부가 치명적인 질병을 옮기기 때문에 위험하다.

## 특징
황금볏과일박쥐의 이름은 검은 몸과 강렬하게 대비되는 머리 주변의 황금색 털에서 유래했다. 다른 모든 과일박쥐처럼 꼬리가 없다. 날개폭이 1.5~1.7m, 몸무게가 0.7~1.2kg으로 가장 큰 박쥐의 하나이다. 유사한 크기의 박쥐는 왕박쥐속(Pteropus)의 일부 종들 뿐이다.

## 분포
최근 탐사에서 황금볏과일박쥐는 보홀과 보라카이섬, 세부, 레이테섬, 루손섬, 민다나오, 민도로섬, 네그로스섬 그리고 폴릴로섬에서 말레이날여우박쥐(P. vampyrus)와 함께 둥지 생활을 하는 모습이 발견되었다.

## 서식지
황금볏과일박쥐는 필리핀의 숲에 제한적으로 분포하며, 대부분 해수면부터 해발 1100m 사이에서 발견된다. 사람이 살지 않는 곳을 선호한다. 2005년 연구에 의하면 사람이 살고 있는 지역에서는 발견되지 않았다.